# 피치컴

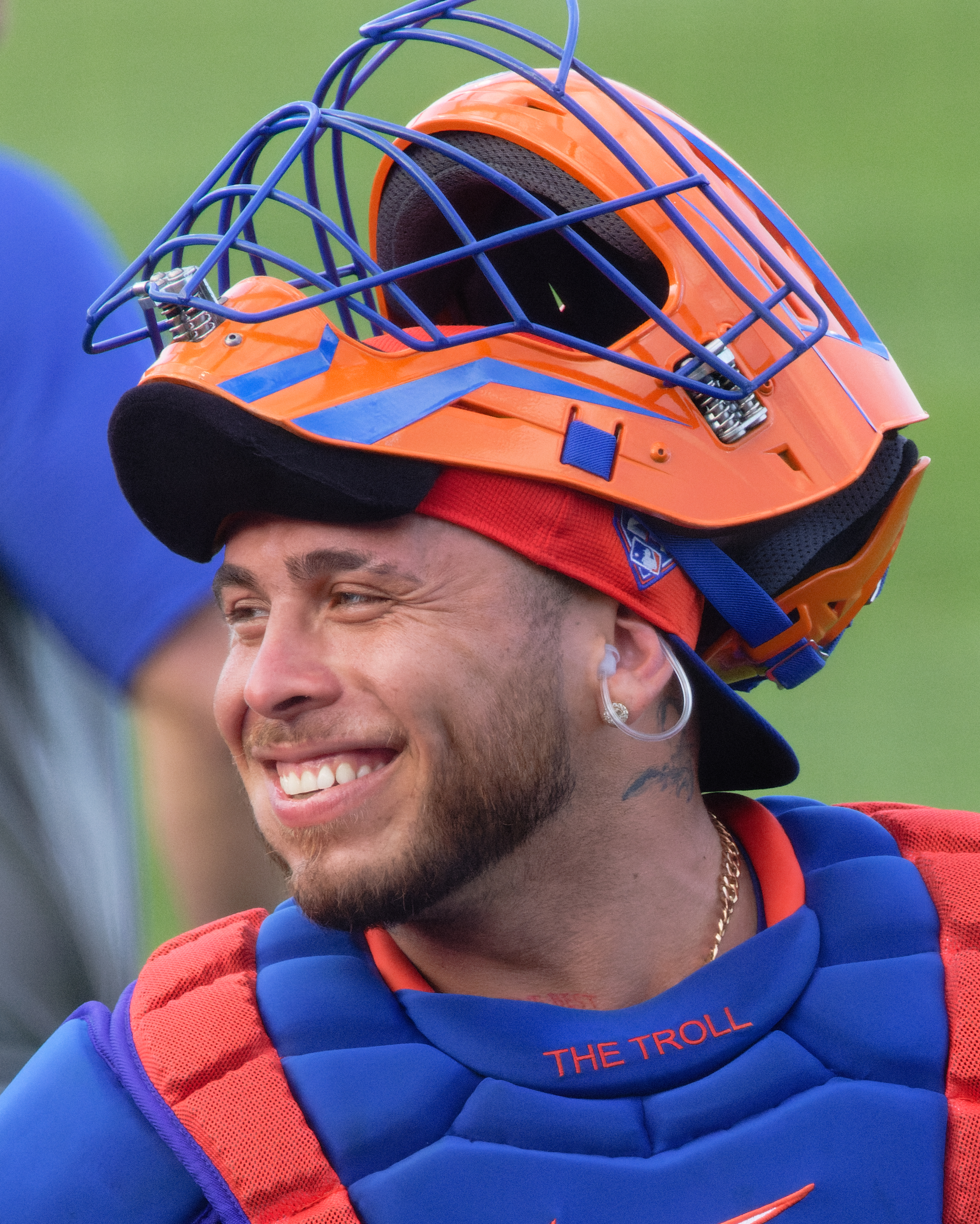
뉴욕 메츠의 프란시스코 알바레스가 귀에 피치컴을 낀 모습

피치컴(영어: PitchCom)은 야구에서 사용되는 무선 통신 시스템이다. 눈으로 보이는 신호를 사용하지 않고 투수와 포수가 사용하여 투구를 할 수 있게 사용되고 있다. 메이저 리그 베이스볼 (MLB)는 2022년 시즌이 시작되기 전에 피치컴 사용을 승인하였으며, 사인 훔치기를 방지하고 경기 속도를 올리려는 목적도 있다.